# Corridor de Morag

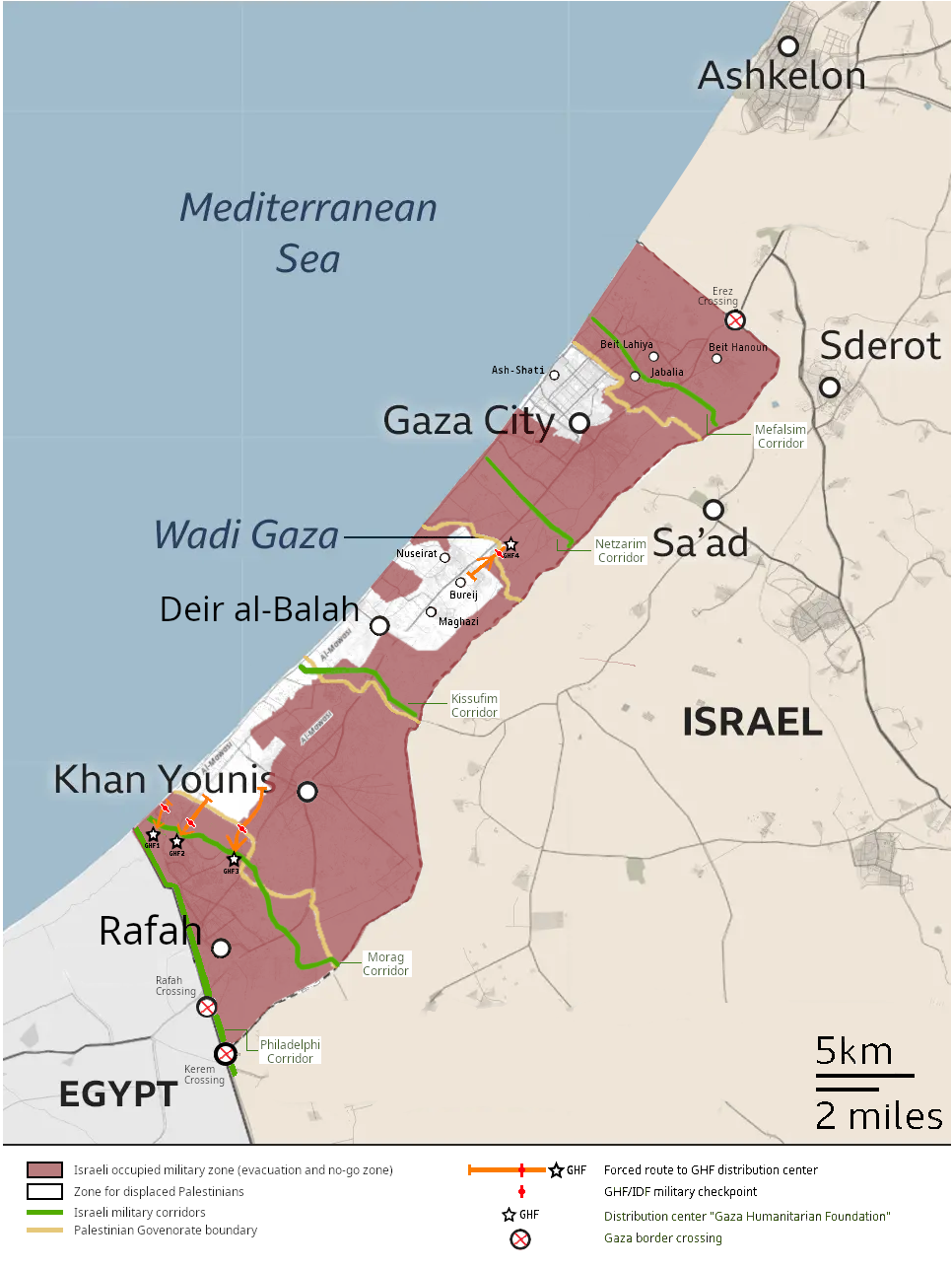
Le corridor Morag sépare la bande de Gaza entre Khan Younès et Rafah, s'étendant du nord-ouest d'Israël jusqu'à la mer Méditerranée

Le corridor de Morag est un corridor de sécurité israélien dans le sud de la bande de Gaza, annoncé par le Premier ministre israélien Benyamin Netanyahou le 2 avril 2025 lors d'une nouvelle offensive contre Rafah. Cette zone de sécurité, baptisée d'après une ancienne colonie juive qui existait autrefois entre Rafah et Khan Younès, créera un troisième axe sous contrôle israélien divisant des sections de Gaza. Netanyahou décrit cette mesure comme visant à accroître la pression sur le Hamas pour qu'il libère les otages restants et cède le contrôle du territoire,.

## Histoire
La création du corridor de Morag est annoncée pour la première fois par le Premier ministre israélien Benyamin Netanyahou le 2 avril 2025, à la suite de la reprise des attaques israéliennes sur la bande de Gaza après la rupture du cessez-le-feu mis en place en janvier 2025. Le corridor doit son nom à Morag, une colonie israélienne du Gush Katif avant son démantèlement en 2005. Il déclare que les Forces de défense israéliennes (FDI) « changent de stratégie » à Gaza, le corridor de Morag faisant partie de plans visant à s'emparer de davantage de territoire et à établir de nouveaux corridors de sécurité. Ces corridors diviseront effectivement Gaza en sections distinctes avec des restrictions de circulation entre elles.
Le 12 avril, les forces armées israéliennes prennent le contrôle du corridor de Morag. Ce corridor s'ajoute à deux autres zones de sécurité israéliennes existantes à Gaza : le corridor de Philadelphie, le long de la frontière sud de Gaza avec l'Égypte, sous contrôle israélien depuis mai 2024, et le corridor de Netzarim, séparant le nord de Gaza et la ville de Gaza du reste du territoire. Netanyahou décrit le corridor de Morag comme « le deuxième corridor de Philadelphie, un corridor de Philadelphie supplémentaire ».
Ce troisième corridor sépare effectivement Rafah, la ville la plus méridionale de Gaza, du centre de la bande de Gaza. Selon Netanyahou, cette division stratégique vise à « découper la bande » et à intensifier la pression sur le Hamas jusqu'à ce qu'il libère tous les otages israéliens restants, se désarme et quitte Gaza. Dans son annonce, il lie directement la création du corridor aux négociations sur les otages, affirmant qu'il vise à accroître son influence contre le Hamas.
Le ministre de la Défense, Israël Katz, indique également qu'Israël a l'intention de s'emparer de « vastes territoires » pour les intégrer à ces zones de sécurité. Il exige également que les habitants de Gaza « expulsent le Hamas et restituent tous les otages », décrivant cela comme « le seul moyen de mettre fin à la guerre ».

## Réactions
L'ancien Coordonnateur des activités gouvernementales dans les territoires (COGAT), Eitan Dangot, suggère que la saisie du corridor de Morag peut marquer le début d'une division de Gaza en trois sections sous contrôle israélien. Il qualifie cette approche de « contrôle fermé » par les forces de Tsahal, empêchant les mouvements entre les zones et permettant à Israël de maintenir « le contrôle total du trafic qui sera autorisé à entrer et à traverser », y compris l'aide humanitaire. Il qualifie également le corridor de possible « décision politique » destinée à montrer aux membres d'extrême droite du gouvernement qu'Israël rétablira sa présence dans les colonies démantelées.
L'ancien chef du département civil du COGAT, le colonel Grisha Yakubovich (en), avance que l'armée israélienne peut avoir l'intention d'étendre une zone tampon dans le sud de Gaza tout en évacuant la population de Rafah, dans le but déclaré de protéger les communautés israéliennes voisines.
L'Autorité palestinienne, rivale politique du Hamas qui gouverne la Cisjordanie, exprime son « rejet total » du corridor, tout en appelant le Hamas à abandonner le pouvoir à Gaza.
Le Hamas affirme qu'il ne libérera les otages restants qu'en échange d'un accord global incluant la libération des prisonniers palestiniens, un cessez-le-feu permanent et un retrait israélien complet de Gaza. Le Hamas rejette les demandes de désarmement ou de départ du territoire.